# Zuiderpark (Groningen)

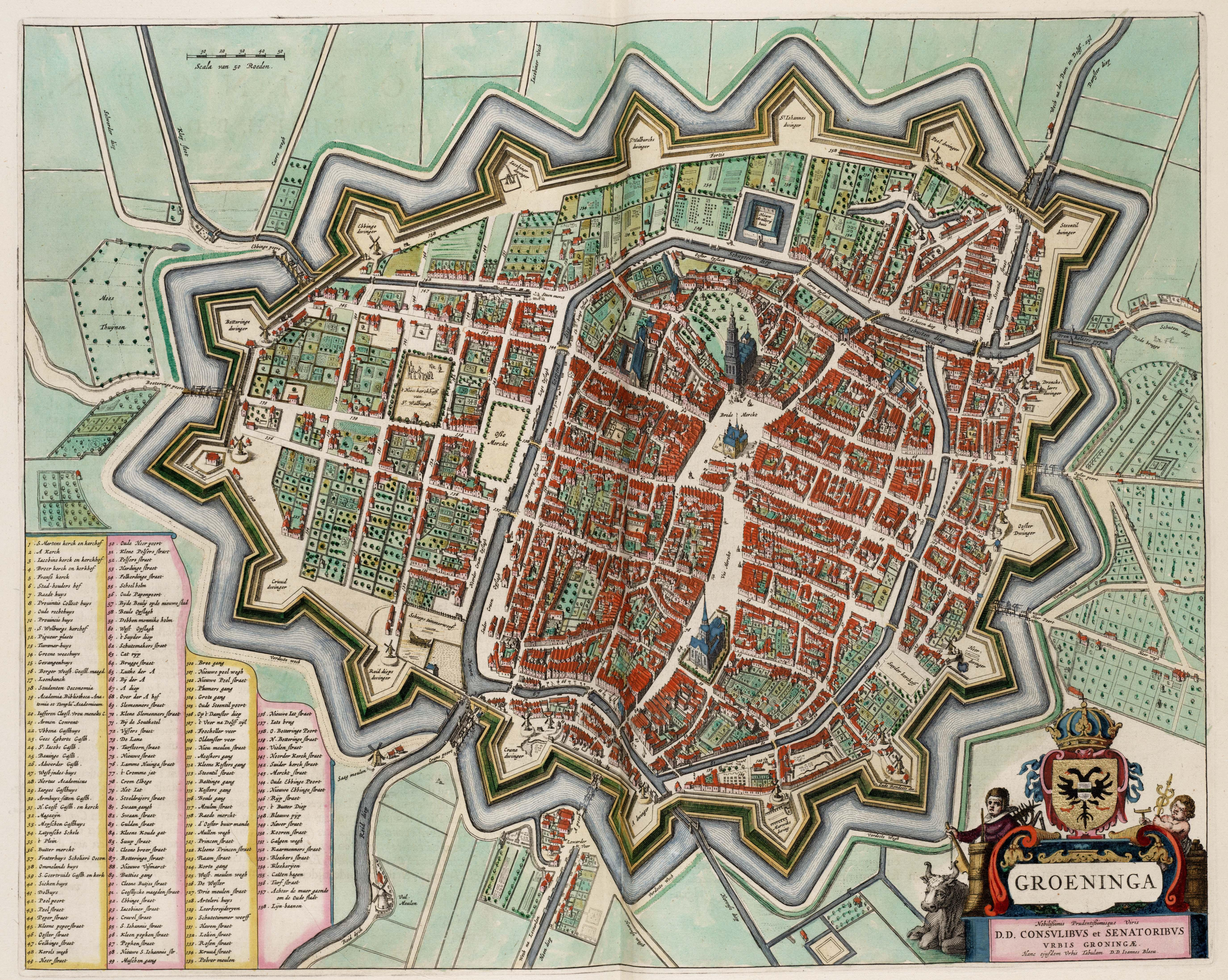
Tekening met vestingwerken Groningen 1649 (Noord is hier links).
Rechts-midden: het bastion ('Oosterdwinger') tussen Herepoort en Oosterpoort. Parklaan (toen: 'Onder de Boompjes') bestaat al. Tussen Onder de Boompjes en de singel bij de Oosterdwinger ontstond het Zuiderpark

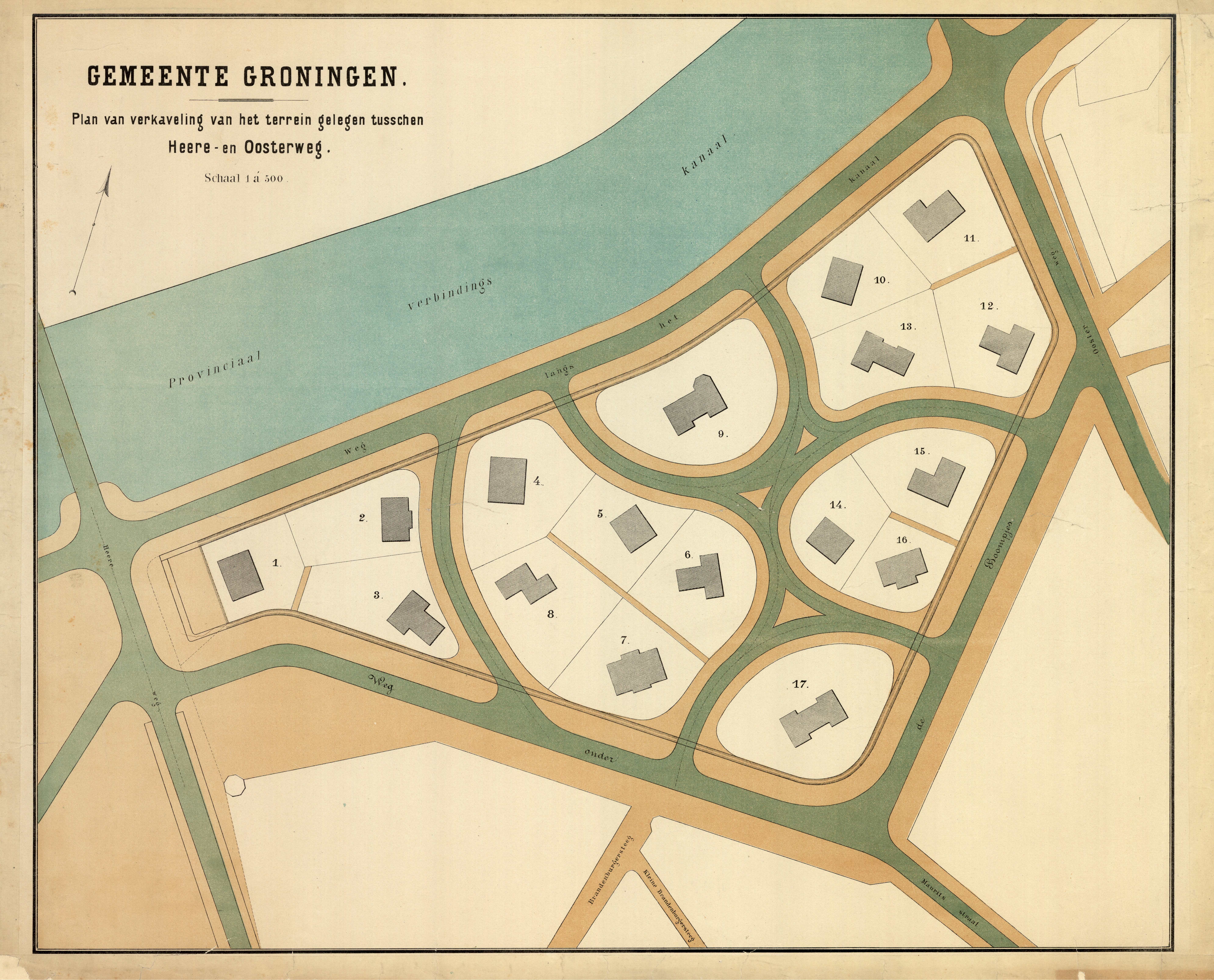
Oorspronkelijk kavelplan (ca. 1880)

Het Zuiderpark is een kleine villabuurt in Groningen aan de zuidkant van de binnenstad. 
De buurt is aan het einde van de negentiende eeuw aangelegd op de voormalige vestingwerken. Het terrein was daarvoor bekend als het Lageland en gold als een van de gebieden die de stad Groningen onder kon laten lopen bij een vijandelijke aanval. De grond die vrijkwam bij het graven van het Verbindingskanaal werd deels gebruikt om het terrein van de latere Zuiderpark op te hogen. Op de tekeningen van de geslechte vestingwerken van ingenieur Van Gendt staat dit deel nog ingetekend als het veemarktterrein, maar na de voltooiing van dit kanaal besloot de gemeenteraad in 1880 om dit terrein te bestemmen als villabuurt. De meeste woningen verrezen vervolgens tussen 1881 (nr, 3) en 1905 (nr. 25). Voor de villa's tekenden een groot aantal architecten. Door de gespreide aanpak ontstond er een soort park in Engelse landschapsstijl.

## Beschrijving
Het Zuiderpark ligt in het noordwesten van de Oosterpoortwijk tussen het Verbindingskanaal, de Hereweg en de Oosterweg. De zuidgrens wordt gevormd door de in een hoek verlopende Parklaan (vroeger 'Onder de Boompjes'), die de grens aangeeft van de vroegere Griffelinie die op zijn beurt parallel loopt aan de Oosterdwinger. De bebouwing bestaat voornamelijk uit vrijstaande villa's, waarvan negen tot rijksmonument zijn verklaard. Het Zuiderpark is tevens de naam van de weg langs het Verbindingskanaal die de noordgrens van de buurt vormt en ook die van de wegen tussen de bebouwing.
Het Zuiderpark wordt aan de zuidelijke zijde omzoomd door de Parklaan. De Parklaan (vroeger: "Onder de Boompjes") is ouder dan het Zuiderpark, hetgeen ook te zien is aan de loop van de laan: die volgt de structuur van het voormalige bastion - gelegen tussen Herepoort en Oosterpoort - in de vroegere wallen van Groningen. Ook de Parklaan heeft een aantal rijksmonumenten.

## Structuurplan
In 1986 kwam het gemeentebestuur van Groningen onder aanvoering van de toenmalige PvdA-wethouder van Ruimtelijke Ordening Ypke Gietema (1942-2013) met een structuurplan voor de stad, waarvan onder meer de bouw van kantoren langs de zuidzijde van het Verbindingskanaal deel uitmaakte. Ten behoeve hiervan zou een groot deel van de huizen in het Zuiderpark moeten worden gesloopt, waaronder de villa's. Hiertegen rees veel verzet, waarbij vooral de naar aanleiding van de plannen inderhaast opgerichte actiegroep Vrienden tot het Behoud van het Zuiderpark en Omgeving een belangrijke rol speelde. In het voorjaar van 1987 sprak de gemeenteraad zich tegen de sloopplannen uit, maar Gietema legde zich daar niet bij neer. Pas nadat later dat jaar ook de PvdA in de stad zich tegen de plannen keerde, werd de sloop alsnog afgeblazen. In 1994 werden de meeste villa's tot rijksmonument verklaard. In 2000 werd het Zuiderpark in zijn geheel aangewezen als beschermd stadsgezicht, het Beschermd stadsgezicht Groningen - Zuiderpark.

## Rijksmonumenten
De rijksmonumenten in het Zuiderpark zijn:
| Pand             | Bouwjaar | Architect(en)    | Rm nr. | Foto |
| ---------------- | -------- | ---------------- | ------ | ---- |
| Zuiderpark 2     | 1881-82  | H. Beusekom      | 483710 |      |
| Zuiderpark 3     | 1881     | K. & H. Hoekzema | 483697 |      |
| Zuiderpark 4-5   | 1880     | A.R. Kramer      | 483717 |      |
| Zuiderpark 8-9   | 1880     |                  | 483725 |      |
| Zuiderpark 12-13 | 1904     | G. Nijhuis       | 483736 |      |
| Zuiderpark 18    | 1896     | K. Hoekzema      | 483746 |      |
| Zuiderpark 20    | 1880-82  | K. & H. Hoekzema | 483753 |      |
| Zuiderpark 25    | 1905     | P.M.A. Huurman   | 483703 |      |
| Zuiderpark 26    | 1881     | K. & H. Hoekzema | 483760 |      |
| Parklaan 1       | 1881     |                  | 483662 |      |
| Parklaan 15      | 1888     |                  | 483669 |      |
| Parklaan 16      | 1870     | B. Siebolts      | 483675 |      |
| Parklaan 18      | 1873     |                  | 483681 |      |